# ビーフストロガノフ

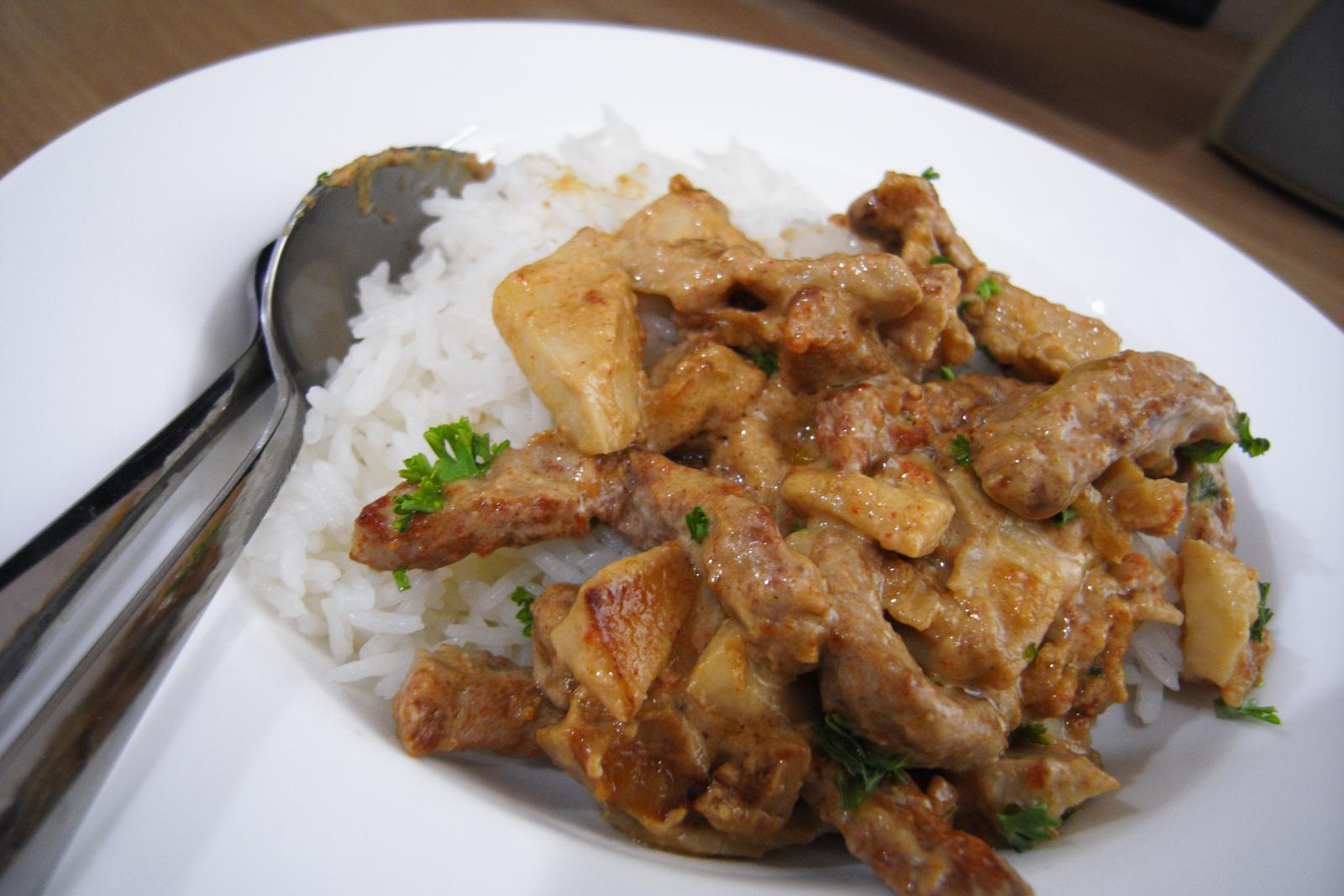
ビーフストロガノフ・ライス添え

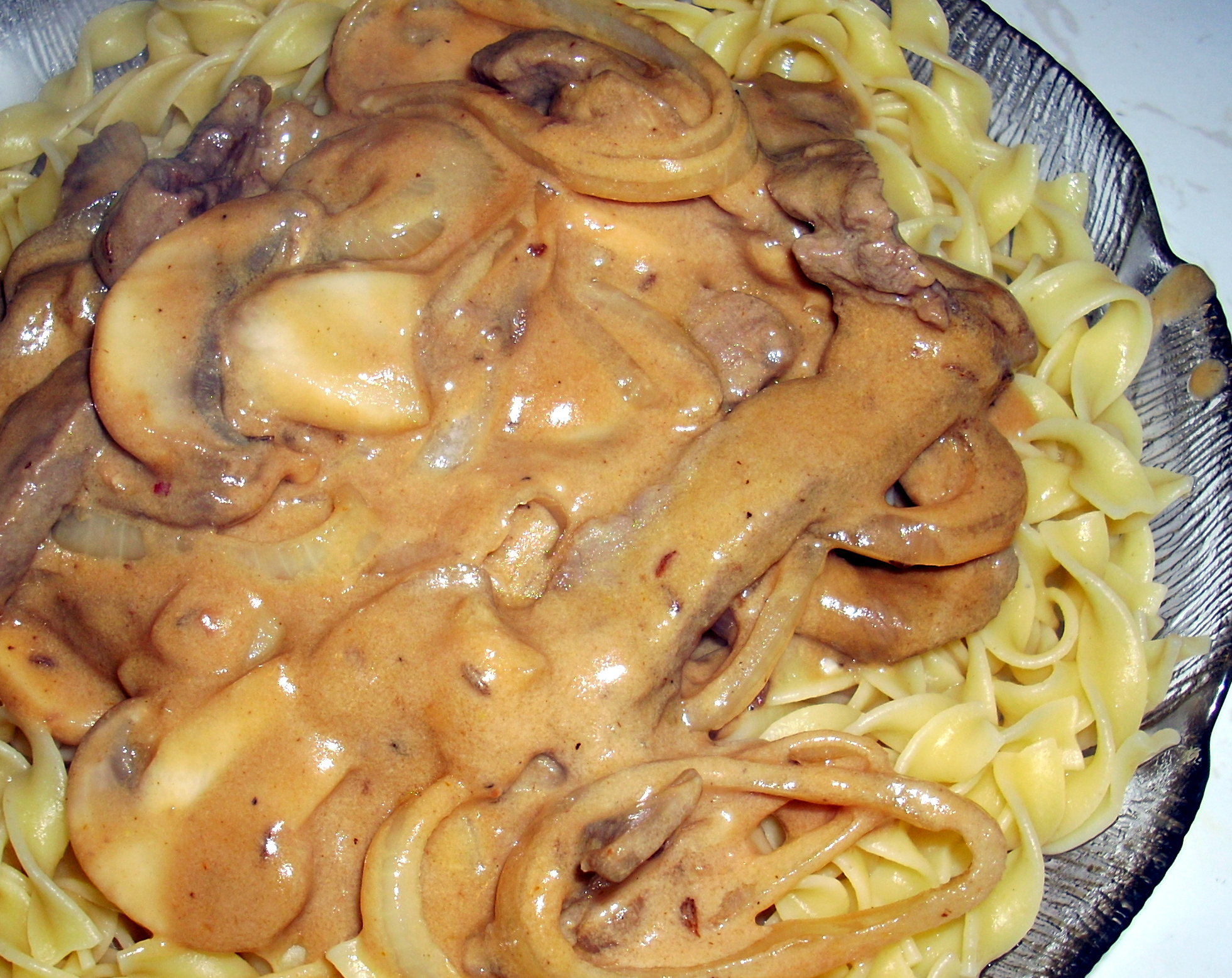
パスタにかけたビーフストロガノフ

ビーフストロガノフ（ロシア語 бефстроганов (boeuf stroganoff)、または беф а-ля Строганов (bœuf à la Stroganoff), беф Строганов, мясо по-строгановски, беф-строганов）は、ロシアの牛肉料理。
代表的なロシア料理のひとつと言われるが、創作料理とされる場合もある。

なお、「по-」（по-строгановски）または「а-ля 」(а-ля Строганов)という言葉は、ロシア語で「～流」（「ストロガノフ流」）の意（フランス語の"à la"に相当）。「ビーフ」はフランス語のブフ（Bœuf 牛肉）に由来する。
ロシアでも鶏肉や豚肉を使用したアレンジ家庭料理が散見される。

## 起源
16世紀初頭にウラル地方で成功した貴族ストロガノフ家の家伝の一品であったとされるが、考案者と生まれた時代については諸説存在する。
有名なものとしては、アレクサンドル・セルゲーエヴィチ・ストロガノフ（1733年 - 1811年）の時代に生まれた説が挙げられる。年老いたアレクサンドル・セルゲーエヴィチは歯の多くが抜け落ち、好物のビーフステーキが食べられなくなってしまった。彼のために食べやすい大きさに切った牛肉を柔らかく煮込み、かつ牛肉の風味を生かした料理が考案されたという。
20世紀のロシアの料理研究家ヴィリヤム・ポフリョプキンはこの料理について、アレクサンドル・グリゴリエヴィチ・ストロガノフ（1795年 - 1891年）の時代に生まれたと主張した。ポフリョプキンは、アレクサンドル・グリゴリエヴィチがオデッサに住んでいた時代に開催していた『開かれた食事会』のために、コックが作ったものであると述べた。考案当初のこの料理に名前は無かったが、アレクサンドル・グリゴリエヴィチの没後、料理を気に入ったオデッサの人間は彼を偲んで料理に「ストロガノフ」の名を付けたという。今日ビーフストロガノフの起源について言及される際、このポフリョプキンの説が歴史的に正しいものとされることがしばしばある。
さらに別の説では、ストロガノフ家のコックが、誤ってソースを焦がしたことがきっかけで誕生したとも言われる。
考案された時代については、16世紀末にはすでにロシアで食べられており、コサックの首領イェルマークの食卓にものぼっていたという俗説が存在する。
20世紀初頭にロシアの料理本にビーフストロガノフのレシピが載せられ、ソ連時代に一般に普及した。

## 作り方
牛肉の細切りとタマネギ、マッシュルームなどのキノコをバターで炒め、若干のスープで煮込む。仕上げとしてスメタナ（サワークリーム）をたっぷりいれる（その酸味により肉のしつこさが消え、食べやすくなる。煮込むと酸味が飛ぶのであくまで最後に使う）。バターライスや白飯、パスタ、揚げたジャガイモと共に食べる場合が多い。ストロガノフ家で提供されていたオリジナルのビーフストロガノフは、煮込みの前に肉をワインを加えた湯で蒸し、マッシュルームとケッパーを加えたものだったという。